# Nausithoe atlantica
Nausithoe atlantica is een schijfkwal uit de familie Nausithoidae. De kwal komt uit het geslacht Nausithoe. Nausithoe atlantica werd in 1914 voor het eerst wetenschappelijk beschreven door Broch. 